# 青森市民美術展示館
青森市民美術展示館（あおもりしみんびじゅつてんじかん）は、青森県青森市にある美術館。青森市が設置しており条例上は「青森市民美術展示館」であるが、協同組合タッケンとの命名権契約により「協同組合タッケン美術展示館」となっている。

## 概要
1979年（昭和54年）2月に開館した。美術館は青森市新町2丁目に開設されたが、老朽化のため2024年（令和6年）3月末をもって閉鎖された。
2024年4月26日、JR青森駅東口ビルの開業に合わせて同ビルの4階にリニューアルオープンした。青森駅東口ビル4階のフロアは約562㎡（うち県・市共同専有部面積約84㎡）で、展示室を可動壁によって4つまで区画できる。